# Copa de España de balonmano playa
La Copa de España de balonmano playa es una de las competiciones de Balonmano playa más importantes de España. Se celebró por primera vez en 2004, y no se volvió a disputar hasta 2016, año en el que se recuperó. En 2025 no se celebró.

## Sistema de competición
Los partidos se ganan tras conseguir 2 sets. En el caso de empate a un set, se disputa un tercer set, en formato penaltis (también conocido como "shoot-out") para poder obtener un ganador del encuentro.  

### Equipos participantes
La competición está formada por 24 equipos, en 8 grupos de 3 equipos. De estos grupos pasan primero y segundo al cuadro de octavos, cuartos, semifinal y final.Hasta la temporada 2022-23 la Copa de España la jugaban sólo 12 equipos.
Jugarán la Copa de España:
- los equipos campeones de las competiciones territoriales de balonmano playa de la temporada.
- los equipos campeones del Campeonato de España anterior (si no se encuentren dentro de los anteriores, será el segundo clasificado)
- los equipos campeones de la Copa de España anterior (si no se encuentra dentro de los anteriores será el segundo clasificado)
- los equipos dentro del ranking del AHT del año anterior como número de equipos faltasen para cubrir 24 plazas.

En caso de renuncia de algún equipo, adquirirá el derecho de participación el siguiente mejor clasificado de la competición correspondiente. 

## Palmarés

### Categoría masculina
- 2004:  Club BM Barbate[4]
- 2016:  CBMP Alcalá
- 2017:  CBMP Ciudad de Málaga[5]
- 2018:  Verallia Azuqueca
- 2019:  Pinturas Andalucía BMP Sevilla
- 2021:  BMP Algeciras
- 2022:  BMP Algeciras
- 2023:  Galobank BMP Parla[6]
- 2024:  Salazones Herpac BMP Barbate[7]

### Categoría femenina
- 2004:  Málaga Costa del Sol[4]
- 2016:  CBMP Algeciras[8]
- 2017:  CBMP Algeciras[5]
- 2018:  Balonmano Getasur[9]
- 2019:  Llopis BMP Sevilla[10]
- 2021:  A.M. Team Almería
- 2022:  Gea A.M. Team Almería[11]
- 2023:  Cats A.M. Team Almería[6]
- 2024:  BMP Maravillas Benalmádena[7]

## Ediciones
| Edición | Año  | Lugar                             | Campeón                        | Resultado                | Subcampeón                                      |
| ------- | ---- | --------------------------------- | ------------------------------ | ------------------------ | ----------------------------------------------- |
| I       | 2004 | Playa del Palmeral, Almería       | Málaga Costa del Sol I         | 2:0                      | Málaga Costa del Sol II                         |
| II      | 2016 | Playa de la Ferrara, Torrox       | CBMP Ciudad de Málaga          | 2:0 19:9 y 12:10         | Club Balonmano Playa Algeciras                  |
| III     | 2017 | Playa de la Ferrara, Torrox       | CBMP Getasur                   | 2:0 23-8 y 15-10         | CBMP Algeciras                                  |
| IV      | 2018 | Playa de la Ferrara, Torrox       | C.B. Getasur                   | 2:0 17:16; 23:16         | Balonmano Playa Alcalá                          |
| V       | 2019 | Playa de la Ferrara, Torrox       | Llopis BMP Sevilla             | 2:0 12:11 y 20:19        | Maruja Limón                                    |
|         | 2020 | No se disputó                     |                                |                          |                                                 |
| VI      | 2021 | Playa de la Ferrara, Torrox       | GEA Asesores A.M. Team Almería | 2:0 8:28 y 16:24         | Llopis BMP Sevilla                              |
| VII     | 2022 | Playa de la Ferrara, Torrox       | GEA A.M. Team Almería          | 2:0 20:26 y 22:27        | BMP Alcalá                                      |
| VIII    | 2023 | Playa del Carmen, Barbate         | Cats AM Team Almería           | 2:0 18:12 y 21:20        | Balonmano Playa Urci Almería                    |
| IX      | 2024 | La Manga del Mar Menor, Cartagena | BMP Maravillas Benalmádena     | 2:1 18:21 - 19:17 - 8:10 | Fundación Fomento Deporte CBMP Ciudad de Málaga |
|         | 2025 | No se disputa                     |                                |                          |                                                 |

| Edición | Año  | Lugar                             | Campeón                        | Resultado               | Subcampeón                        |
| ------- | ---- | --------------------------------- | ------------------------------ | ----------------------- | --------------------------------- |
| I       | 2004 | Playa del Palmeral, Almería       | Barbate BMP                    | 2:0                     | Azuteam                           |
| II      | 2016 | Playa de la Ferrara, Torrox       | Club Balonmano Playa Alcalá    | 2:0 16:29 y 19:23       | Zonabalonmano.com                 |
| III     | 2017 | Playa de la Ferrara, Torrox       | CBMP Ciudad de Málaga          | 2:0 18-17 y 24-20       | Salazones Herpac Barbate BMP      |
| IV      | 2018 | Playa de la Ferrara, Torrox       | Palletsways Veralia Azuqueca   | 2:0 16:19 y 23:24       | Salazones Herpac BMP Barbate      |
| V       | 2019 | Playa de la Ferrara, Torrox       | Pinturas Andalucía Sevilla     | 2:1 18:20 y 23:20       | Plan B-XP Sport                   |
|         | 2020 | No se disputó                     |                                |                         |                                   |
| VI      | 2021 | Playa de la Ferrara, Torrox       | BMP Algeciras                  | 2:1 25:18, 22:25, 2:7   | CBMP Ciudad de Málaga             |
| VII     | 2022 | Playa de la Ferrara, Torrox       | Balonmano Playa Algeciras      | 2:0 20:23 y 18:24       | Core Global Balonmano Playa Parla |
| VIII    | 2023 | Playa del Carmen, Barbate         | Galobank Balonmano Playa Parla | 2:1 22:25, 36:22, 7-6   | Salazones Herpac Barbate          |
| IX      | 2024 | La Manga del Mar Menor, Cartagena | Salazones Herpac Barbate       | 2:1 (24:28, 21:12, 4-6) | Galobank Balonmano Playa Parla    |
|         | 2025 | No se disputa                     |                                |                         |                                   |

## Palmarés por equipo

### Categoría femenina
| Posición | Equipo                       | Títulos | Subcampeonatos | Años             |
| -------- | ---------------------------- | ------- | -------------- | ---------------- |
| 1.       | A.M. Team Almería            | 3       |                | 2021, 2022, 2023 |
| 2.       | Balonmano Getasur            | 2       |                | 2017, 2018       |
| 3.       | Balonmano Playa Sevilla      | 1       | 1              | 2019             |
|          | Málaga Costa del Sol         | 1       | 1              | 2004             |
| 4.       | CBMP Ciudad de Málaga        | 1       | 1              | 2016             |
| 5.       | Maravillas BM                | 1       |                | 2024             |
| 5.       | CBMP Algeciras               |         | 2              |                  |
|          | Balonmano Playa Alcalá       |         | 2              |                  |
| 6.       | Balonmano Utrera             |         | 1              |                  |
| 7.       | Balonmano Playa Urci Almería |         | 1              |                  |

### Categoría masculina
| Posición | Equipo                  | Títulos | Subcampeonatos | Años       |
| -------- | ----------------------- | ------- | -------------- | ---------- |
| 1.       | CBMP Barbate            | 2       | 3              | 2004, 2024 |
| 2.       | BMP Algeciras           | 2       | 1              | 2021, 2022 |
| 3.       | CBMP Parla              | 1       | 1              | 2023       |
|          | CBMP Ciudad de Málaga   | 1       | 1              | 2017       |
|          | CD BM Azuqueca          | 1       | 1              | 2018       |
| 4.       | CBMP Alcalá             | 1       |                | 2016       |
|          | Balonmano Playa Sevilla | 1       |                | 2019       |
| 5.       | CD Playas de Cádiz      |         | 1              |            |
| 6.       | Plan B                  |         | 1              |            |